# Rubén Martínez (chilijski piłkarz)
Rubén Ignacio Martínez Núñez (ur. 27 listopada 1964 w Santiago) – piłkarz chilijski grający podczas kariery na pozycji napastnik.